# Gebhard Leberecht von Blücher
Gebhard Leberecht von Blücher, grof nato knez Wahlstatta, je bil pruski generalfeldmaršal, * 16. december 1742, Rostock, Sveto rimsko cesarstvo, † 12. september 1819, Krieblowitz, provinca Silesija, Kraljevina Prusija
Največ priznanj si je prislužil s poveljevanjem v bitki narodov pri Leipzigu leta 1813 in bitki pri Waterlooju leta 1815.

## Kariera
Rojen je bil v Rostocku kot sin upokojenega stotnika. Svojo vojaško kariero je začel leta 1758 kot huzar v švedski vojski. Med pomeransko vojno so ga leta 1760 ujeli Prusi. Prestopil je na njihovo stran in do konca sedemletna vojne služil kot pruski huzarske častnik. Leta 1773 je moral zaradi neposlušnosti Frideriku Velikemu odstopiti. Do Friderikove smrti leta 1786 je kmetoval, potem pa je ponovno vstopil v vojsko in bil povišan v polkovnika. Leta 1794 napredoval do generalmajorja. Leta 1801 je postal generalpodpolkovnik in bil v napoleonskih vojnah leta 1806 poveljnik konjeniških enot.
Leta 1813 je med Prusijo in Francijo ponovno izbruhnila vojna. Blücher se je pri 71 letih vrnil v prusko vojsko. Imenovan je bil za komandanta vseh pruskih kopenskih enot in se spopadel z Napoleonom v bitkah pri  Lützenu in Bautzenu. Kasneje je zmagal tudi v kritični bitki s Francozi pri Katzbachu. V bitki narodov pri Leipzigu, v kateri je bil Napoleon odločilno poražen,  je poveljeval pruski šlezijski vojski. Za svoje zasluge je bil povišan v feldmaršala in dobil naslov knez Wahlstatta. Po Napoleonovi vrnitvi z Elbe leta 1915 je Blücher postal poveljnik pruske vojske v spodnjem Porenju in koordiniral delovanje svoje vojske z britanskimi in zavezniškimi silami pod poveljstvom vojvode Wellingtona. V bitki pri Lignyju je bil težko ranjen in pruska vojska se je umaknila. Po ozdravitvi je ponovno prevzel poveljstvo in se pridružil Wellingtonu v bitki pri Waterlooju. Njegova vojska je odigrala ključno vlogo v končni zmagi zaveznikov.
Blücher je postal častni meščan Berlina, Hamburga in Rostocka. Zaradi svoje vročekrvne nravi in agresivnega načina vojskovanja je dobil vzdevek "maršal Naprej" (nemško Marschall Vorwärts). Blücher je bil ob Paulu von Hindenburgu edini najvišje odlikovan prusko-nemški častnik.  Blücher in Hindenbur sta bila edina nemška častnika, ki sta dobila Zvezdo velikega križa železnega križca. Trg v Breslauu z njegovim spomenikov so poimenovali Blücherjev trg (nemško Blücherplatz).

## Sklica
1. 1 2  Encyclopædia Britannica
2. ↑  Brockhaus Enzyklopädie
3. ↑  Блюхер Гебхард Леберехт // Большая советская энциклопедия: [в 30 т.] — 3-е изд. — Moskva: Советская энциклопедия, 1969.
4. ↑  SNAC — 2010.
5. ↑  Leggiere, Michael V. (2014). Blucher: Scourge of Napoleon. University of Oklahoma Press. str. xi. ISBN 978-0-8061-4567-9.
6. ↑  Breslau. Swedish Encyclopedia "Nordisk Familjebok", vol 4, stolpec 112.